# حارة الربعين (صنعاء)
حارة الربعين هي إحدى حارات حي الجراف الغربي بمديرية الثورة إحد مديريات العاصمة اليمنية صنعاء، بلغ تعداد سكانها 5085 نسمة حسب تعداد اليمن لعام 2004.